# 선위
선위(禪位) 또는 양위(讓位)는 군주(군왕)가 아직 살아 있으면서 다른 사람에게 군주의 지위를 물려주는 일을 가리킨다. 보통 같은 왕조에서 아버지가 아들에게 왕위를 물려주고 자신은 상왕(上王) 또는 상황(上皇)으로 물러나 있는 것을 말한다. 중국의 역사에서는 아들을 제쳐두고 혈통이 다른 인물에게 왕위를 물려주는 것을 선양(禪讓)이라고 하여 유교적 이상향의 하나로 여긴다. 이처럼 선양도 선위의 일종이다.

## 용어
- 선위(禪位) : 천위(天位)를 다른 사람에게 넘겨준다는 뜻으로, 군주가 살아 있으면서 다른 사람에게 군주의 지위를 물려주는 일을 가리킨다.[1]
- 양위(讓位) : 엄밀한 의미에서, 군주의 지위를 비롯한 자신의 지위를 살아 있으면서 다른 사람에게 물려주는 일을 가리킨다.
- 선양(禪讓) : 선위와 양위를 아울러 함께 이르는 말이지만, 특히 중국사에서는 아들이 아닌 다른 혈통의 인물에게 군주의 지위를 물려주는 특수한 형태의 선위로 많이 사용된다.
- 찬위(簒位) : 선위 가운데 강요와 협박으로 억지로 왕위를 물려주게 한 일을 뜻한다.
- 찬탈(簒奪) : 찬위의 뜻도 있고, 국권 등을 억지로 또는 강제로 빼앗은 일도 뜻한다.
- 태상왕(太上王) : 자리를 물려주고 들어앉은 임금을 이르는 말이다. 상왕 또는 태왕이라고도 부른다.
- 태상황제(太上皇帝) : 자리를 물려주고 들어앉은 황제를 이르던 말이다. 태상황 또는 태황제, 상황, 태황이라고도 부른다.
- 무상가한(無上可汗) : 유목국가에서 이미 자리를 두 대 전에 물려주고 들어앉은 칸을 이르던 말이다. 태상황제의 위이다.

## 한국의 선위

### 고구려, 신라
- 고구려 태조왕(太祖王)이 이복 아우 수성(遂成)에게
- 신라 헌안왕(憲安王)이 맏사위 응렴(膺廉)에게
- 신라 진성여왕(眞聖女王)이 친정 조카 요(嶢)에게

### 고려시대
- 정종(定宗)이 아우 광종(光宗)에게
- 경종(景宗)이 사촌 동생 성종(成宗)에게
- 목종(穆宗)이 5촌 종숙부 현종(顯宗)에게
- 헌종(獻宗)이 숙부 숙종(肅宗)에게(사실상 찬탈[2])
- 인종(仁宗)이 맏아들 의종(毅宗)에게
- 신종(神宗)이 맏아들 희종(熙宗)에게
- 충렬왕(忠烈王)이 아들 충선왕(忠宣王)에게
- 충선왕이 아들 충숙왕(忠肅王)에게
- 충숙왕이 아들 충혜왕(忠惠王)에게
- 공양왕(恭讓王)이 수문하시중 이성계(李成桂)에게(고려 왕조의 멸망)

### 조선시대
- 태조(太祖)가 아들 정종(定宗)에게
- 정종이 아우 태종(太宗)에게
- 태종이 아들 세종(世宗)에게
- 단종(端宗)이 숙부 세조(世祖)에게(세조에 의한 찬탈)
- 세조가 아들 예종(睿宗)에게(선위 다음날에 세상을 떠남)
- 중종(中宗)이 아들 인종(仁宗)에게(선위 다음날에 세상을 떠남)
- 인종이 이복 아우 명종(明宗)에게(선위 사흘 뒤에 세상을 떠남)

### 대한제국
- 광무황제(고종)가 아들 융희황제(순종)에게
  - 참고로 선위는 아니지만, 을미사변 때 명성황후가 폐서인되자 왕태자 이척(훗날의 융희황제)이 태자위를 양위하겠다고 반발하기도 했다(을미년 왕세자 작위 선양 파동 사건).

## 중국의 선위
- 중원
  - 진 경공 → 진 여공
  - 정 성공 → 공자 수
  - 월자 부담 → 월왕 윤상
  - 초 회왕 → 초 경양왕 (초 회왕의 폐위로 인하여 아들 경양왕이 대리집정공을 1년간 거친 이후 군주 보위에 오름.)
  - 조 무령왕 → 조 혜문왕
  - 서진 혜제 → 사마륜
  - 북위 헌문제 → 북위 효문제
  - 고담 → 고위
  - 원랑 → 북위 효무제
  - 고위 → 고항
  - 고항 → 고개
  - 우문윤 → 우문천
  - 수 양제 → 수 공제
  - 수 공제 → 당 고조 (수나라 왕조의 멸망)
  - 당 고조 → 당 태종
  - 당 중종 → 당 예종
  - 이중무 → 당 예종
  - 당 예종 → 당 현종
  - 당 현종 → 당 숙종
  - 당 순종 → 당 헌종
  - 당 희종 → 이온
  - 당 소종 → 이유
  - 북송 휘종 → 북송 흠종
  - 남송 고종 → 원의태자
  - 남송 고종 → 남송 효종
  - 남송 효종 → 남송 광종
  - 남송 광종 → 남송 영종
  - 서하 신종 → 서하 헌종
  - 툴루이 → 우구데이 칸
  - 금 애종 → 금 말제
  - 원 문종 → 원 명종
  - 대한송제국 송명황제 → 대한송제국 송오황제 (주군 송 명제 한임아가 승상 겸 총리대신 성문욱에게 선위.)
  - 정통제 → 경태제
  - 서나라 태조 → 서나라 사황제 (주군 서 태조 장헌충이 총리대신 손가망에게 선위.)
  - 순치제 → 강희제
  - 건륭제 → 가경제
  - 동치제 → 광서제
  - 광서제 → 보경제
  - 보경제 → 광서제
- 대리국
  - 단사영 → 단사량
  - 단소융 → 단소진
  - 단소진 → 단소흥
  - 단사렴 → 단염의
  - 단수휘 → 단정명
  - 단정순 → 단화예
  - 단화예 → 단정흥
  - 단정흥 → 단지흥
  - 단지흥 → 단지렴
  - 단지렴 → 단지상
  - 단지상 → 단상흥

## 베트남의 선위
- 리 혜종 → 리 소황
- 쩐 태종 → 쩐 성종
- 쩐 성종 → 쩐 인종
- 쩐 인종 → 쩐 영종
- 쩐 영종 → 쩐 명종
- 쩐 명종 → 쩐 헌종
- 쩐 예종 → 쩐 예종
- 쩐 순종 → 쩐 소제
- 호꾸이리 → 호한트엉
- 간정제 → 중광제
- 레 소종 → 레쑤언
- 막당중 → 막등영
- 순복제 → 무안제
- 건통제 → 융태제
- 레 신종 → 레 진종
- 레 희종 → 레 유종
- 레 유종 → 혼덕공
- 혼덕공 → 레 순종
- 레 의종 → 레 현종
- 함응이 → 동카인
- 타인타이 → 유신제
- 유신제 → 계정제

## 일본의 선위
- 헤이안 시대 시라카와(白河) 천황이 호리카와(堀河) 천황에게
- 아키히토가 장남 나루히토에게

## 베트남 이외의 동남아시아의 선위
- 라오스 무옹스와 공국의 수반나 캄퐁이 손자 파 굼(Fa Ngum 또는 Fa Ngoun)에게 (파 굼은 승계한 뒤 란쌍 왕국을 세웠다.)
- 캄보디아 군주국의 노로돔 시아누크 군주가 생부 노로돔 수라마리트 대공작에게 양위 (노로돔 시아누크는 친조부 노로돔 사하로트의 보위를 이어 왕위 등극하였는데 노로돔 사하로트의 치세 시절 생부 노로돔 수라마리트의 방탕한 성정 탓에 친조부 노로돔 사하로트에게 왕태손이자 왕위계승자로 내정되었다.)
- 미얀마 콘바웅(알라웅파야) 왕조의 바기이다우(Bagyidaw)
- 태국 짜끄리 왕조의 군주 라마 7세(Rama VII)

## 서아시아, 인도의 선위
- 오스만 제국의 바예지드 2세가 셀림 1세에게
- 굽타 왕조의 사무드라굽타가 아들 찬드라굽타 2세에게

## 아프리카의 선위
- 아프리카 테케 소왕국의 아폰수 1세가 서자 페드루 1세에게 양위
- 아프리카 로앙고 군주국의 디오고 1세가 서자 아폰수 2세에게 양위
- 아프리카 로앙고 군주국의 앙리크 1세가 조카 알바로 1세에게 양위
- 아프리카 로앙고 군주국의 앙토니오 1세가 손아랫처남 응강게 음붐베 니암비 총수상에게 양위

## 러시아, 유럽, 태평양 도서국의 선위
- 러시아 제국의 니콜라이 2세가 아우 미하일 알렉산드로비치에게 선위
- 룩셈부르크의 샤를로트(Charlotte Aldegonde Elise Marie Wilhelmine) 여대공
- 네덜란드의 율리아나(Juliana Louise Emma Marie Wilhelmina) 여왕
- 포르투갈의 아폰수 6세(Afonso VI)
- 통가의 타우파하우 투포우 4세가 장남 시아오시 투포우 5세에게 선위(2006년 9월 1일) 후 9일 지나 별세(2006년 9월 10일).

## 관련 논문
- 김종필, 〈조선시대 국왕권력 이양 사례 연구: 선위와 대리청정을 중심으로〉, 건국대학교 대학원 사학과 한국사전공 박사학위논문, 2022년 2월